# Maria Cebotari
Kammersängerin Maria Cebotari (10 de fevereiro de 1910 – 9 de junho de 1949) foi uma célebre soprano e actriz romena, a maior estrela de ópera e canto na década de 1930 e 1940.
Beniamino Gigli considerou Cebotari uma das maiores vozes femininas que ele já ouviu. Maria Callas foi comparada a ela, e Angela Gheorghiu nomeou Maria Cebotari entre os artistas que ela admira mais.
Seu funeral foi na história de Viena "um dos mais imponentes manifestações de amor e honra a qualquer artista falecido já recebido", com milhares de pessoas presentes.

## Biografia
Cebotari nasceu em Chișinău, na Bessarábia, e estudou canto no Conservatório de Chişinău, e em 1929, ingressou como actriz na empresa de Teatro de Arte de Moscou. Logo a seguir ela casou-se com o lieder da empresa, o Conde Alexander Virubov.
Movendo-se para Berlim com a empresa, ela estudou canto com Oskar Daniel por três meses e fez a sua estreia em 15 de março de 1931, como uma cantora de ópera cantando Mimi na ópera de Puccini La bohème, na Ópera Semper de Dresden. Bruno Walter convidou-a para o Festival de Salzburgo, onde ela cantou Eurídice da ópera de Gluck do Orfeu e Eurídice.
Em 1935, ela cantou a parte de Aminta na estreia mundial da ópera de Richard Strauss Die Schweigsame Frau em Karl Böhm, em Dresden, Semper Opera House. Strauss aconselhou-a a mover-se para Berlim e em 1936, integrou a Ópera Estatal de Berlim, onde ela era uma prima donna até 1946. Naquele ano ela cantou Susanna em Le Nozze di Figaro, Zerlina, em Don Giovanni, e Sophie em Der Rosenkavalier para a Empresa Ópera Semper de Dresden performances no Covent Garden, no Royal Opera House de Londres. A partir de então, ela apareceu em muitas grandes casas de ópera, incluindo Ópera Estatal de Viena e La Scala Opera House de Milão.
Ela divorciou-se do Conde Virubov em 1938, e casou-se com o ator austríaco Gustav Diessl, com quem teve dois filhos. Em 1946, ela deixou Berlim e juntou-se à Ópera Estatal de Viena. Em 1947 ela visitou novamente Covent Garden, com a Empresa de Ópera Estatal de Viena e cantou Salomé, Donna Anna em Don Giovanni, Condessa Almaviva em Le nozze di Figaro. No dia 27 de setembro, ela foi Donna Anna para o Ottavio de Richard Tauber, tornandoa aparência a sua fase final, a menos de uma semana antes da remoção do pulmão esquerdo com cancro.
O seu marido Gustavo Diessl, morreu de um ataque cardíaco em 20 de Março de 1948. No início de 1949 ela sofria de dor intensa durante o desempenho de Le nozze di Figaro, na Ópera La Scala. No início, os médicos não a levaram a sério. No entanto, em 31 de Março de 1949 em Viena, ela caiu durante o desempenho de Karl Millöcker's opereta Der Bettelstudent. Durante a cirurgia no dia 4 de abril, os médicos descobriram o câncer no fígado e no pâncreas. Ela morreu em Viena de câncer em 9 de junho de 1949. O pianista Britânico Sir Clifford Curzon adotou os seus dois filhos.
Cebotari tinha a voz extremamente versátil, e seu repertório coberto de coloratura, soubrette, lírico e funções dramático; por exemplo, ela cantou tanto Condessa Almaviva e Susanna em Le nozze di Figaro, Violetta em La traviata, e Salomé na mesma temporada. Ela concentrou-se em quatro compositores – Mozart, Richard Strauss, Verdi, Puccini. Richard Strauss descreveu como "o melhor de tudo no palco Europeu, e ela nunca está atrasada e ela nunca cancela". Herbert von Karajan, durante uma entrevista da BBC passadas décadas da sua morte, disse ,que ela era a maior das que tinha realizado "Madame Butterfly".

## Filmes
Ao lado da sua bem sucedida carreira em casas de ópera, Cebotari apareceu em vários filmes relacionados com a ópera, tal como "Verdi's Three Women", "Maria Malibran", "The Dream of Madame Butterfly".
Ela também atuou em 1942 no filme "Odessa in Flames (Odessa em chamas)", dirigido pelo director italiano Carmine Gallone (textos por Nicolae Kiriţescu).
O filme é uma co-produção romeno-italiano, sobre o drama dos refugiados da Bessarábia (República da Moldávia), na II Guerra Mundial, e faz homenagem para as tropas romenas, que libertaram Bessarábia do Exército Vermelho que a ocupava em 1940. O filme inclui noticiários contemporâneos mostrando colunas de refugiados fugindo. Em 1942 ele ganhou o grande prémio no Festival de Veneza.
Maria Cebotari desempenha o papel de Maria Teodorescu, cantor de ópera da Bessarábia, que estava em Chisinau, com a sua filha de 8 anos e filho na hora da invasão. O menino foi tirado de algum lugar em Odessa. A mãe foi informada de que ele fosse mantido num acampamento, onde ele vai ia educado como um homem novo, como modelo Soviético. A mãe concorda em cantar canções russas em teatros e bares, mas apenas para conseguir o seu filho de volta. Maria Teodorescu canta nesses locais, e ocorre compartilhamento de fotos dela. Uma tal imagem é encontrada por acaso pelo marido, que está no exército da Roménia com o posto de capitão (ele estava em Bucareste no momento da invasão). No final, a família se reúne.
Infelizmente, a história do filme foi triste. Por causa da invasão em Bucareste em 1944 pelas tropas Soviéticas, o filme tornou-se proibido, juntamente com muitos outros, e os actores do filme presos. Muitos desses filmes foram destruídos ou censurados e nada foi ouvido por mais de 50 anos. Felizmente, alguém re-descobriu na Cinecittà arquivos em Roma, e ,em dezembro de 2006 foram mostrados pela primeira vez na Roménia.
Diretor Victor Druc no documentário "Aria" (2005) sobre a vida de Maria Cebotari enfrentou dificuldades quando a triagem na Moldávia durante a administração o Comunista (concluída em 2009), devido a uma parte no filme em que o soprano se auto-identifica como romeno, o que é contrário à política oficial do governo Comunista que chama a maioria étnica da Moldávia, em vez de romeno Ver também a Controvérsia sobre linguística e identidade étnica na Moldávia.

## Gravações
Muitos das gravações sobreviventes de apresentações ao vivo, seja em casas de ópera ou no estúdio de rádio-difusão. Quase todos eles foram agora remasterizados digitalmente e, em geral, a qualidade é notável. A sua gravação completa de Salomé (atuação ao vivo em 30 de setembro de 1947, em Covent Garden) mostra que ela é uma das maiores Salomes capturados em gravações, apesar de extremamente pobres em qualidade de som.
A  Preiser Records austríaca publicou vários das suas CDs, entre as quais A Arte de Maria Cebotari e Maria Cebotari singt Richard Strauss.
- Mozart – Le nozze di Figaro (Böhm de 1938, em alemão/Ahlersmeyer, Teschemacher, Schöffler, Wessely, Böhme) Preiser
- Puccini – Turandot (Keilberth de 1938, em alemão/Hauss, Buchta, Hann, Eipperle, Harlan, Schupp, Kiefer), Koch-de Schwann
- Schoeck – Das Schloss Dürande (Heger ao vivo 1943, trechos/Anders, Berglund, Fuchs, Domgraf-Fassbaender, Greindl, Hüsch), Jecklin
- R. Strauss – Salomé (Krauss 1947 ao vivo/Rothmüller, Höngen), Gebhardt
- R. Strauss – Taillefer (Rother 1944/ Walter Ludwig, Hans Quente), Preiser
- Verdi – Luisa Miller (Elmendorff de 1944, em alemão/Böhme, Hopf, Hann, Herrmann, Eipperle), Preiser
- Verdi – La traviata (Steinkopf 1943, em alemão/Rosvaenge, Schlusnus), de Ferro da Agulha
- von Einem – Dantons Tod (Fricsay ao vivo 1947/Schöffler, Patzak, Klein, Weber, Alsen, Hann), Stradivarius
- Recital (Mozart, Verdi, Puccini, Leoncavallo, J. Strauss, Arditi, Rachmaninov, Beckmann, Mackeben, Tchaikovsky), Preiser – LV
- Considerando – Maria Cebotari singt Janssens (Mozart, J. Strauss, Gounod, Puccini e R. Strauss), Preiser – LV
- Maria Cebotari – Arien, Duette, Szenen (Mozart, Bizet, Verdi, Puccini), Preiser
- Recital – Maria Cebotari singt Richard Strauss (Salomé, Feuersnot, Der Rosenkavalier, Daphne, Taillefer), Preiser (Berliner Rundfunk Sinfonie Orchester, Artur Rother, 1-4 gravado em 1943, 5, em 1944).
- Maria Cebotari: Arias, Músicas e Filmes, Weltbild
- Recital – Maria Cebotari singt Giuseppe Verdi (La traviata, Rigoletto), Preiser
- Quatro Famosas Sopranos do Passado (Gitta Alpar, Jarmila Novotná e Ester Réthy), Preiser – LV
- Bruno Walter Vol. 1, Sinfonia Nº 2 e Nº 4 (1948/50), LYS
- Helge Rosvaenge em Szenen aus André Chénier und Rigoletto – Duetos, Preiser
- Helge Rosvaenge – Duetos, Preiser – LV
- Grosse Mozartsänger Vol. 1 1922 – ano de 1942, Orfeo
- Von der Königlichen Hofoper zur Staatsoper 'Unter den Linden', Preiser – LV

## Filmografia selecionada
- Giuseppe Verdi (1938)